# ГЕС Göktaş 1
ГЕС Göktaş 1 — гідроелектростанція на півдні Туреччини. Знаходячись між ГЕС Çamlıca 3 (28 МВт, вище по течії) та ГЕС Göktaş 2, входить до складу каскаду на річці Заманли, правому витоку Сейхан, яка протікає через Адану та впадає до Середземного моря.
В межах проекту річку перекрили бетонною греблею висотою 118 метрів, довжиною 200 метрів та товщиною по гребеню 8 метрів, яка потребувала 300 тис. м3 матеріалу. Вона відводить ресурс у прокладений через правобережний гірський масив дериваційний тунель довжиною 1,3 км, котрий після запобіжного балансувального резервуару переходить у короткий — трохи більше за 0,1 км — напірний водовід.
У наземному машинному залі встановили дві турбіни потужністю по 61 МВт, які повинні забезпечувати виробництво 494 млн кВт-год електроенергії на рік.